# Operation Liberate Men
 (septembre 2018).
Operation Liberate Men (남성해방 대작전) est un sunjeong manhwa écrit et dessiné par Lee Mi Ra (이미라). La série est publiée par la maison d'édition Sigongsa en Corée et par Netcomics en anglais. Aucune maison d'édition française n'en a repris les droits pour le moment. Bien qu'elle fût saluée par la critique et le public en anglais, la série fut décriée en Corée pour son côté trop féministe.  La série est en pause depuis 2006. L'auteur prévoyait au départ de reprendre la série mais semble s'être découragée du fait, entre autres, d'un trop grand nombre de critiques dans son pays d'origine.

## Histoire
C'est une très mauvaise journée pour Sooha Jung, elle vient de rater son examen d'entrée au lycée. En plus, tout le monde semble s'être ligué pour lui rappeler qu'elle ressemble plus à un garçon qu'à une fille à cause de ses vêtements mais surtout de ses manières. Déprimée, elle souhaite disparaître dans un autre monde.

Elle tombe alors sur une très jolie fille qui s'avère être un très beau garçon, Ganesha. Il lui explique venir d'un autre monde où les hommes sont sous le joug de l'esclavage des femmes depuis toujours. Ganesha lui explique qu'il est à la recherche d'un homme fort pour sauver les hommes de l'empire de Para. Ayant observé les hommes de notre monde, il prend Sooha Jung pour un homme et la supplie de l'accompagner. Tenté par ce monde où les femmes ont le pouvoir, et voulant changer, elle accepte de l'accompagner. 

Mais dans l'empire de Para, elle découvre toute la réalité de l'oppression terrible vécu par les hommes. Se faisant passer pour un homme, elle deviendra alors le leader du front de libération des hommes. 

## Personnages

### Personnages principaux

#### Sooha Jung
A 16 ans, Sooha est un véritable garçon manqué. A tel point, qu'on la prend souvent pour un garçon. Elle est réputée dans son lycée pour être très forte au combat à mains nues et défend souvent ses amies contres des garçons trop insistants. Sa difficulté à être plus féminine est un point douloureux pour elle. Elle a un très fort sens de la justice, est courageuse et loyale.

#### Royalty and Nobility
- Empereur Para -
- Princesse Mayura -
- Général Milinda -
- Seigneur Frada -

## Réception critique
Alors que l'auteur n'en avait nullement l'intention, la série fut tout de suite reçue comme étant très féministe et revendicatrice, voire promouvant un féminisme radical. Cela lui amènera d'ailleurs de nombreux courriers négatifs de la part de lectrices en Corée. 
Les reproches concernaient le côté caricatural de la série :
- la division de la société entres femmes au pouvoir et hommes esclaves, alors que dans notre réalité un tel clivage n'a jamais existé ;
- les femmes au pouvoir sont violentes et cruelles. Le monde instauré est injuste. Les critiques pensent qu'un monde dirigé par les femmes serait plus juste ;
- les hommes sont trop efféminés et les femmes trop masculines.

En anglais en revanche, elle sera saluée par les critiques et par les lecteurs.